# Liste des métropoles de Louisiane
Cet article donne une Liste des métropoles de Louisiane aux États-Unis.
Une région (ou aire) métropolitaine aux États-Unis se définit par une approche fonctionnelle et non comme en Europe par une approche historique. Elle consiste en un noyau de comtés urbanisés auquel sont rattachés d'autres comtés contigus sur des critères basés sur le degré d'intégration économique et social (la région métropolitaine prend le nom de la ou des villes les plus importantes incluses dans ce noyau).
La Louisiane utilise historiquement le terme de paroisse comme synonyme de comté.
| Rang | Métropole                           | Population | Aires concernées |
| ---- | ----------------------------------- | ---------- | --- |
| 1    | La Nouvelle Orléans                 | 1 251 849  | Les paroisses de Jefferson, de Plaquemine, de Saint-Bernard, de Saint-Charles, de Saint-Jean-Baptiste, de Saint-Tammany et de Washington                                           |
| 2    | Aire métropolitaine de Bâton-Rouge  | 802 484    | Les paroisses de l'Ascension, de Bâton Rouge-Est, de Feliciana-Est, d'Iberville, de Livingston, de la Pointe Coupée, de Sainte-Héléna, de Bâton Rouge-Ouest, et de Feliciana Ouest |
| 3    | Shreveport-Bossier                  | 439 000    | Les paroisses de Caddo, de Bossier, de Webster et de De Soto |
| 4    | Aire métropolitaine de Lafayette    | 254 432    | Les paroisses de Lafayette et de Saint-Martin |
| 5    | Bayou-Houma-Thibodaux               | 202 973    | Les paroisses de La Fourche et de Terrebonne |
| 6    | Aire métropolitaine de Lake Charles | 202 040    | Les paroisses de Calcasieu et de Cameron |
| 7    | Aire métropolitaine de Monroe       | 177 782    | Les paroisses d'Ouachita et de l'Union |
| 8    | Aire métropolitaine d'Alexandria    | 145 035    | Les paroisses des Rapides et de Grant |